# Dido abandonada (Bertoni)
Dido Abandonada (en italiano: Didone Abbandonata) es una ópera compuesta por Ferdinando Bertoni con libreto de Piero Metastasio. Fue estrenada en el año 1748 en el Teatro de S. Girolamo, en Venecia. Pertenece al macrogénero del melodrama y está escrita originalmente en lengua italiana. El libreto fue publicado por Luigi Pavini en Venecia en el mismo año

## Personajes
- Dido, la reina de Cartago
- Eneas
- Iarba, rey de Mori bajo el nombre de Arbace
- Selene, hermana de Dido y amante secreta de Eneas
- Araspe, confidente de Iarba y amante de Selene
- Osmida, confidente de Dido

## Cuadro escénico[1]

### Primer acto

#### 1.1 Escena 1 - Lugar magnífico destinado a las audiencias públicas
Lugar magnífico destinado a las audiencias públicas con trono a un lato; se ve al fondo la ciudad de Cartagena, que está edificándose